# Convento de Santa Isabel (Cuéllar)

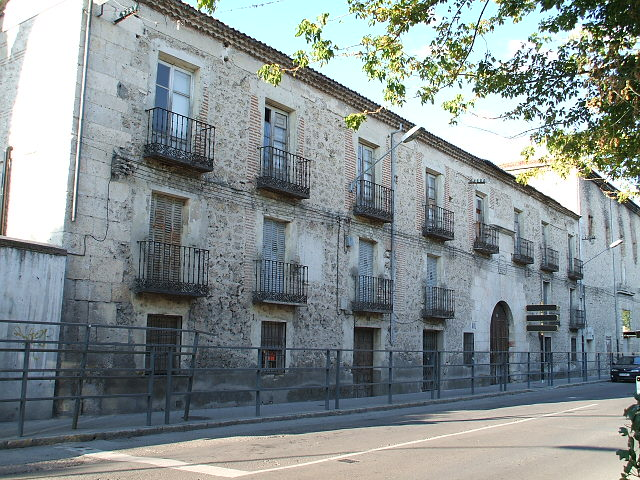
Fachada del Convento.

El convento de Santa Isabel o convento de Santa Ana, como es más conocido, es un edificio ubicado en la villa de Cuéllar, municipio de la provincia de Segovia, Comunidad Autónoma de Castilla y León. Haciendo mención a su Orden, también se conoce como Convento de terciarias franciscanas de Santa Isabel.
Efectivamente el edificio fue adquirido por el tío de la poetisa Alfonsa de la Torre, Manuel de la Torre Quiza,  abogado y político,  siendo nombrado Senador.

## Historia
Fue fundado en 1571 bajo el mecenazgo del Ducado de Alburquerque, señores de la villa desde 1464 hasta 1811 tras la abolición de los señoríos en España, pues fue fundado por doña Francisca de la Cueva, hija del tercer duque.
Durante los siglos XVI y XVII tuvo gran apogeo, contando en su comunidad unas 30 religiosas, pero a partir de 1775 entró en decadencia, siendo exclaustrado en 1835.
En 1849 se propuso destinar el edificio para audiencia y cárcel, pero durante la Desamortización fue vendido en dos partes: la zona conventual cayó a manos de la familia de la poetisa Alfonsa de la Torre, y actualmente alberga varias viviendas; la iglesia, después de haber sido destinada a fines comerciales, es propiedad de la entidad financiera Caja Segovia y fue prácticamente destruida a causa de un incendio que sufrió en 2005.